# 나는 살아있다 (예능)
《나는 살아있다》는 2020년 11월 5일부터 tvN에서 방송 중인 대한민국의 예능 프로그램이다. '재난 극복 프로젝트'가 테마다. 특전사 출신 유튜버 박은하를 주 교관으로 삼아 배우 김성령, 코미디언 김민경, 배우 이시영, 방송인 오정연, 운동인 김지연, 가수 우기 등 6명이 생존 기술을 터득하고 자연과 모의 재난 상황 속에서 실전 연습을 한다.

## 구성원
- 유튜버 박은하
- 배우 김성령
- 코미디언 김민경
- 배우 이시영
- 방송인 오정연
- 운동인 김지연
- 가수 우기